# Les Vertes lectures
Les Vertes lectures est un essai écrit par Michel Tournier et publié en 2006. Une version augmentée de cet ouvrage paraît en 2007.
Dans cet essai, Tournier rassemble dix textes sur des auteurs pour enfants et sur le thème principal de certains de leurs livres : La Comtesse de Ségur et son roman La Fortune de Gaspard, Selma Lagerlöf  et Le Merveilleux Voyage de Nils Holgersson à travers la Suède (le premier roman qu’il ait lu enfant, à l'âge de 9 ans), Lewis Carroll, Alphonse Daudet, Jules Verne, Karl May, Jack London, Rudyard Kipling ou Pierre Gripari.

## Éditions originales
- Les Vertes lectures, Paris, Flammarion, 2006, 157 p.  (ISBN 2-0821-0538-5)
- Les Vertes lectures (version augmentée), Paris, Gallimard, coll. « Folio » no 4650, 2007, 224 p.   (ISBN 2-07-034441-X)